# Antonio Domínguez Alfonso
Antonio Domínguez Alfonso (Arona, 1849-Madrid, 1916) fue un político español, diputado y senador en las Cortes de la Restauración.

## Biografía

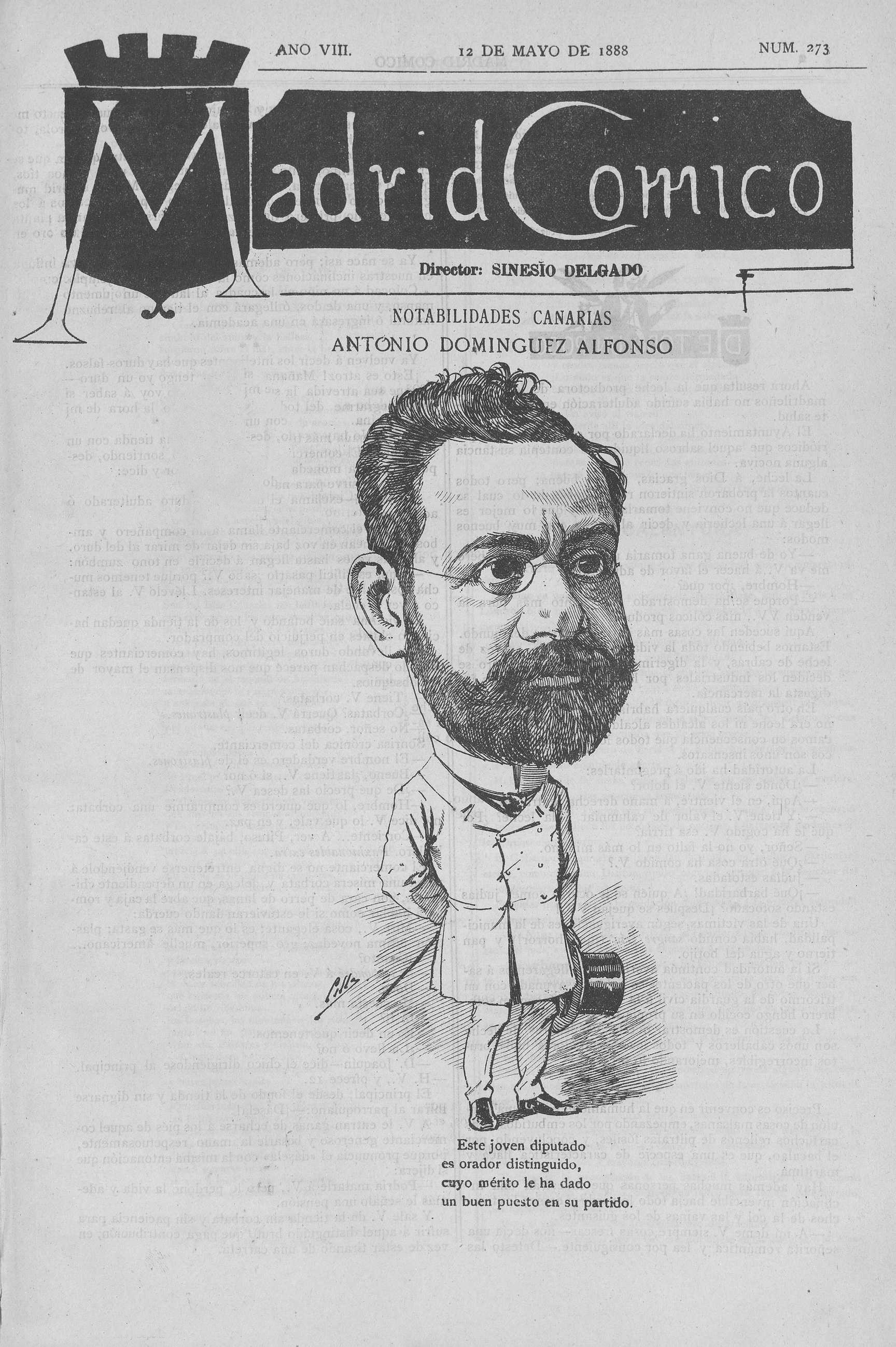
Caricaturizado por Cilla en una portada de Madrid Cómico (1888)

Nació en la localidad tinerfeña de Arona en 1849, en el seno de una familia perteneciente a la élite local. Era hermano del médico Eduardo Domínguez Alfonso. Emigró joven a Madrid.
Abogado y orador, desempeñó diversos cargos en la carrera judicial y fue elegido diputado por Tenerife. Fue también gobernador civil de Manila e intendente general de Hacienda de Filipinas. Tras su vuelta a la península ibérica volvió a las Cortes, tanto como diputado como senador.
Fue amigo de Segismundo Moret y estuvo afiliado al partido liberal.Falleció el 28 de diciembre de 1916 en Madrid y fue enterrado en el cementerio de la Almudena.  Su hijo Antonio fue dramaturgo.